# SN 2009kz
SN 2009kz – supernowa typu Ia odkryta 18 października 2009 roku w galaktyce A022240-0401. W momencie odkrycia miała maksymalną jasność 21,00m.